# زهره حمیدی
زهره حمیدی (۸ اردیبهشت ۱۳۳۶ – ۴ شهریور ۱۴۰۳) بازیگر اهل ایران بود. اولین اثر او در سینما از سال ۱۳۷۱ با فیلم دلاوران کوچه دلگشا به کارگردانی حسن هدایت رقم خورد و فعالیت او با پیشنهادهای بسیار در آثار سینمایی و سریال‌های تلویزیونی تا زمان ابتلا به بیماری ادامه داشت.

## زندگی
زهره ربیعی مطمئن در ۸ اردیبهشت ۱۳۳۶ در اراک به دنیا آمد. او چهار خواهر و سه برادر داشت که یکی از برادرانش فوت کرده است. او تحصیلاتش را تا دیپلم و رشته اقتصاد ادامه داد.
به گزارش رویداد۲۴، او در ۱۶ سالگی با حسین حمیدی ازدواج کرد و پس از آن خود را با نام خانوادگی همسرش معرفی می‌کرد. او و همسرش چهار فرزند داشتند که یکی از آن‌ها به دلیل ایست قلبی در خواب در ۲۷ سالگی درگذشت. حمیدی در برنامه ماه عسل، داروها و مواد انرژی‌زا را مسبب مرگ و عارضه قلبی پسرش عنوان کرد. دو دختر و یک پسر دیگرش در خارج از ایران زندگی می‌کنند.
حمیدی در زمانی به‌عنوان مربی مهد کودک مشغول به کار بود. او به بازیگری علاقمند بود و به پیشنهاد یکی از دوستانش که فیلم‌ساز است، وارد این حرفه شد. حمیدی بازیگری را در ۳۵ سالگی با فیلم دلاوران کوچه دلگشا به کارگردانی حسن هدایت در سال ۱۳۷۱ آغاز کرد.

## درگذشت
حمیدی در بهمن ۱۴۰۲ اعلام کرد که چندماهی است به سرطان لوزالمعده مبتلا شده است و افزود: «در سیاه‌رگ‌های اصلی بدنم یک توده سرطانی پانکراس در جایِ حساسی هم قرار گرفته است که نمی‌توان آن را جراحی کرد.». او در آن زمان مشغول گذراندن دوره اول شیمی‌درمانی بود تا اینکه در ۴ شهریور ۱۴۰۳ بر اثر این بیماری درگذشت. پیکر او در ۷ شهریور با حضور هنرمندان و مردم در قطعه هنرمندان بهشت زهرا تشییع و خاکسپاری شد.

## فیلم‌شناسی

### سینمایی
- تنهایی ماه (۱۳۹۹)
- دختر دیروز (۱۳۹۸)
- من و شارمین (۱۳۹۴)
- رستاخیز (۱۳۹۱)
- پس‌کوچه‌های شمرون (۱۳۹۱)
- دریاکنار (۱۳۹۱)
- دنیای پرامید (۱۳۹۱)
- شاباش (۱۳۹۱)
- بدون اجازه (۱۳۸۹)
- دیو و دلبر (۱۳۸۹)
- ورود آقایان ممنوع (۱۳۸۹)
- در شب عروسی (۱۳۸۷)
- عصر روز دهم (۱۳۸۷)
- کلاهی برای باران (۱۳۸۵)
- هدف اصلی (۱۳۸۵)
- پروین (۱۳۸۴)
- شاخه گلی برای عروس (۱۳۸۳)
- زن سمی (۱۳۸۲)
- فریاد در شب (۱۳۸۲)
- قدمگاه (۱۳۸۲)
- سیندرلا (۱۳۸۰)
- غزل (۱۳۸۰)
- همکلاس (۱۳۸۰)
- تکیه بر باد (۱۳۷۹)
- چتری برای دو نفر (۱۳۷۹)
- شب‌های تهران (۱۳۷۹)
- مسافر ری (۱۳۷۹)
- بوی کافور، عطر یاس (۱۳۷۸)
- شبیخون (۱۳۷۶)
- عروسی مهتاب (۱۳۷۵)
- عشق گمشده (۱۳۷۵)
- بازی‌های پنهان (۱۳۷۴)
- گروگان (۱۳۷۴)
- چشم شیطان (۱۳۷۲)
- عصیان (۱۳۷۲)
- خوش‌خیال (۱۳۷۱)
- دلاوران کوچه دلگشا (۱۳۷۱)

### تلویزیونی
- ۱۳۷۴ کارآگاه (حسن هدایت)
- ۱۳۷۴ آتیه (رضا صفایی)
- ۱۳۷۵ جدال بی‌حاصل (مسعود رشیدی)
- ۱۳۷۵ بهشت گمشده (کامران قدکچیان)
- ۱۳۷۶ چشم گربه‌ای (مسعود رشیدی)
- ۱۳۷۶ جدال با سرنوشت (مسعود رشیدی)
- ۱۳۷۷ ماجراهای خانواده تمدن (غلام‌عباس قنبری)
- ۱۳۷۷ تولدی دیگر (داریوش فرهنگ)
- ۱۳۷۷ نرگس (شاپور قریب)
- ۱۳۷۸ غریبه‌ای در راه (علی نقی‌لو)
- ۱۳۷۸ تنها در تاریکی (مسعود رشیدی)
- ۱۳۷۸ بوی خاک (علی بیابانی)
- ۱۳۷۹ میهمانی از بهشت (عبدالله باکیده)
- ۱۳۷۹ جوان امروز (یوسف سیدمهدوی)
- ۱۳۷۹ دختران (اصغر توسلی)
- ۱۳۷۹ غروب بی‌پایان (هوشنگ هدایتی)
- ۱۳۸۰ بیابان عشق (هوشنگ هدایتی)
- ۱۳۸۰ دردسر والدین (مسعود نوابی)
- ۱۳۸۰ دوران سرکشی (کمال تبریزی)
- ۱۳۸۰ گمگشته (رامبد جوان)
- ۱۳۸۱ مشاور (مسعود رشیدی)
- ۱۳۸۱ نقش بر آب (عبدالله باکیده)
- ۱۳۸۱ افسون (سید جواد هاشمی)
- ۱۳۸۱ بررسی یک پرونده (علاءالدین رحیمی)
- ۱۳۸۱ دیوانه در شهر (غلامرضا رمضانی)
- ۱۳۸۱ باران عشق (احمد امینی، فریدون حسن‌پور)
- ۱۳۸۱–۱۳۸۶ روزگار قریب (کیانوش عیاری)
- ۱۳۸۲ بچه‌های خیابان (همایون اسعدیان)
- ۱۳۸۲ طلسم‌شدگان[۱۰] (داریوش فرهنگ)
- ۱۳۸۲ مزرعه کوچک (سیروس مقدم)
- ۱۳۸۲ مسافر زمان (مسعود نوابی)
- ۱۳۸۲ مهر و ماه (فیاض موسوی)
- ۱۳۸۳ تا غروب (محمد بنایی)
- ۱۳۸۳ آهوی ماه نهم (مسعود نوابی)
- ۱۳۸۴ رؤیای یک مرد مرده (ابراهیم سلطانی‌فر)
- ۱۳۸۵ تا صبح (مجید جوانمرد، محمدعلی باشه‌آهنگر)
- ۱۳۸۵ بایرام (مسعود نوابی)
- ۱۳۸۷ آخرین دعوت (حسین سهیلی‌زاده)
- ۱۳۸۷ لطفا دور نزنیم (مهدی مظلومی)
- ۱۳۸۹ موج و صخره (مجید صالحی)
- ۱۳۹۰ دختری به نام آهو (قدرت‌الله صلح‌میرزایی)
- ۱۳۹۰ مثل یک کابوس (شهرام شاه‌حسینی)
- ۱۳۹۱ عملیات ۱۲۵ (مسعود آب‌پرور)
- ۱۳۹۱ بال‌های خیس (عباس رنجبر)
- ۱۳۹۱ شوق پرواز (یدالله صمدی)
- ۱۳۹۲ همه بچه‌های ما (تاجبخش فنائیان)
- ۱۳۹۲ زمانی برای عاشقی (محمدحسین لطیفی)
- ۱۳۹۳ بزم آخر (سجاد شهریاری)
- ۱۳۹۴ پشت بام تهران (بهرنگ توفیقی)
- ۱۳۹۵ محله گل و بلبل (احمد درویشعلی‌پور)
- ۱۳۹۵ بازگشت (حسین عامری)
- ۱۳۹۵ لبه تیغ (عباس خواجوند)
- ۱۳۹۶ نفس شیرین (عباس خواجوند)
- ۱۳۹۷ بهترین نقش زندگی (محسن دامادی)
- ۱۳۹۷ راه و بیراه (داوود بیدل)
- ۱۳۹۷ شش قهرمان و نصفی (حسین قناعت)
- ۱۳۹۸ روزگار (سیامک صرافت، سهیل سلیمی)
- ۱۴۰۰ فرشتگان بی‌بال (امیرحسین عنایتی)
- ۱۴۰۱ خداداد (علی غفاری)